# Контактное торможение
Контактное торможение  — процесс остановки деления (или движения) нормальных однотипных клеток в культурах по направлению друг к другу, вследствие возникновения физического контакта между ними. Другими словами, клетки перестают делиться из-за «нехватки места». Исключение составляют эмбриональные или стволовые клетки, эпителий кишечника (постоянная замена отмирающих клеток), клетки костного мозга (кроветворная система) и опухолевые клетки. Неконтролируемая пролиферация считается важнейшим отличительным признаком опухолевых клеток.

## История
Впервые процесс был описан в опыте Аберкромби и Хейсман в 1954 году, при столкновении куриных фибробластов в культуре. Явление происходящее в ходе опыта было названо контактным торможением (contact inhibition).
Авторы определили это явление как остановку перемещения в направлении, где осуществляются столкновения, или «запрещение» после осуществления межклеточного контакта дальнейшего продвижения одной клетки по поверхности другой.
Явление контактного торможения было описано для различных типов фибробластов, нервных клеток, лейкоцитов и эпителиальных клеток.

## Описание процесса
Предполагается, что существенным фактором, от которого зависит деление клеток в культуре, является не контакт клеток друг с другом, а степень их распластывания. Даже в отсутствие клеточных контактов чем меньше распластана клетка, тем больше времени занимает её клеточный цикл. Округление клеток сопровождается снижением общей интенсивности белкового синтеза. Когда клетки контактируют друг с другом, это ограничивает для них возможность распластываться на субстрате, что ведёт к уменьшению скорости синтеза белков, включая триггерные белки, регулирующие клеточный цикл.